# Bolt Energie
Bolt Energie is een energieleverancier in Vlaanderen en een dochter van energieproducent Luminus (dochter van Frans staatsbedrijf EDF). Bolt noemt zich 'het eerste Belgische energieplatform'. Hoewel het bedrijf zich "Belgisch" noemt, neemt het enkel klanten aan in Vlaanderen. Vanaf augustus 2019 tot de energiecrisis van 2022 nam Bolt tijdelijk ook klanten aan in de andere regio's van België. Het bedrijf werd door Pieterjan Verhaegen en Rens Van Haute opgericht en ontstond uit een incubatieprogramma van energieleverancier Luminus en KBC.

## Model
Het bedrijf beschikt over lokale hernieuwbare installaties van kleine lokale producenten (windturbines, waterkrachtcentrales, zonnepanelen of biomassa). Bolt koppelt een consument direct met een bepaalde energieproductie-installatie.

## Belgische stroomproductie
Met de oprichting van dit energieplatform wordt beoogd een einde te maken aan de invoer van garanties van oorsprong uit het buitenland. De oprichters schatten dat 90% van de groene energie in Vlaanderen niet bijdraagt tot de vergroening van de elektriciteitsproductie in het land, aangezien slechts 23% van de geleverde groene energie in Vlaanderen ook daadwerkelijk in dat land wordt geproduceerd. De situatie is vergelijkbaar in de andere regio's van België.
In dit verband lanceerde Bolt in 2019 een mediacampagne onder de naam  #StopSjoemelStroom ». Aan het eind van die campagne stuurde Bolt een Belg van IJslandse origine, Koen Kjartan Van de Putte, terug naar IJsland om 1.000 garanties van oorsprong voor groene stroom uit IJsland aan de IJslandse eerste minister Katrín Jakobsdóttir terug te geven. 

## Producenten en klanten
In 2021 had het bedrijf 12.000 klanten,. De productie-installaties omvatten de zonnepanelen van de Brusselse brouwerij Brussels Beer Project en verschillende windturbines van Luminus.